# Tiefer Julius-Fortunatus-Stollen

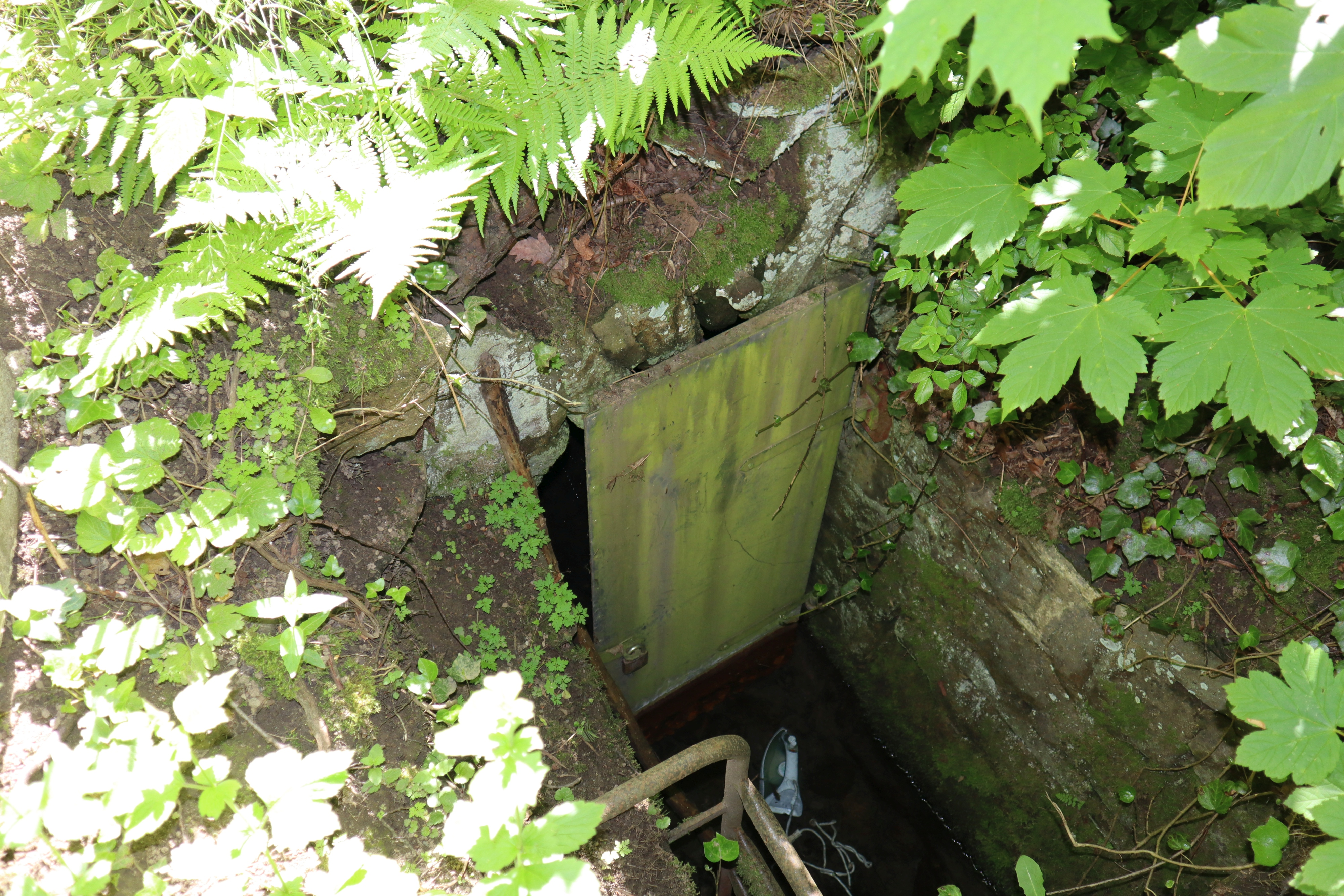
Mundloch des Stollens

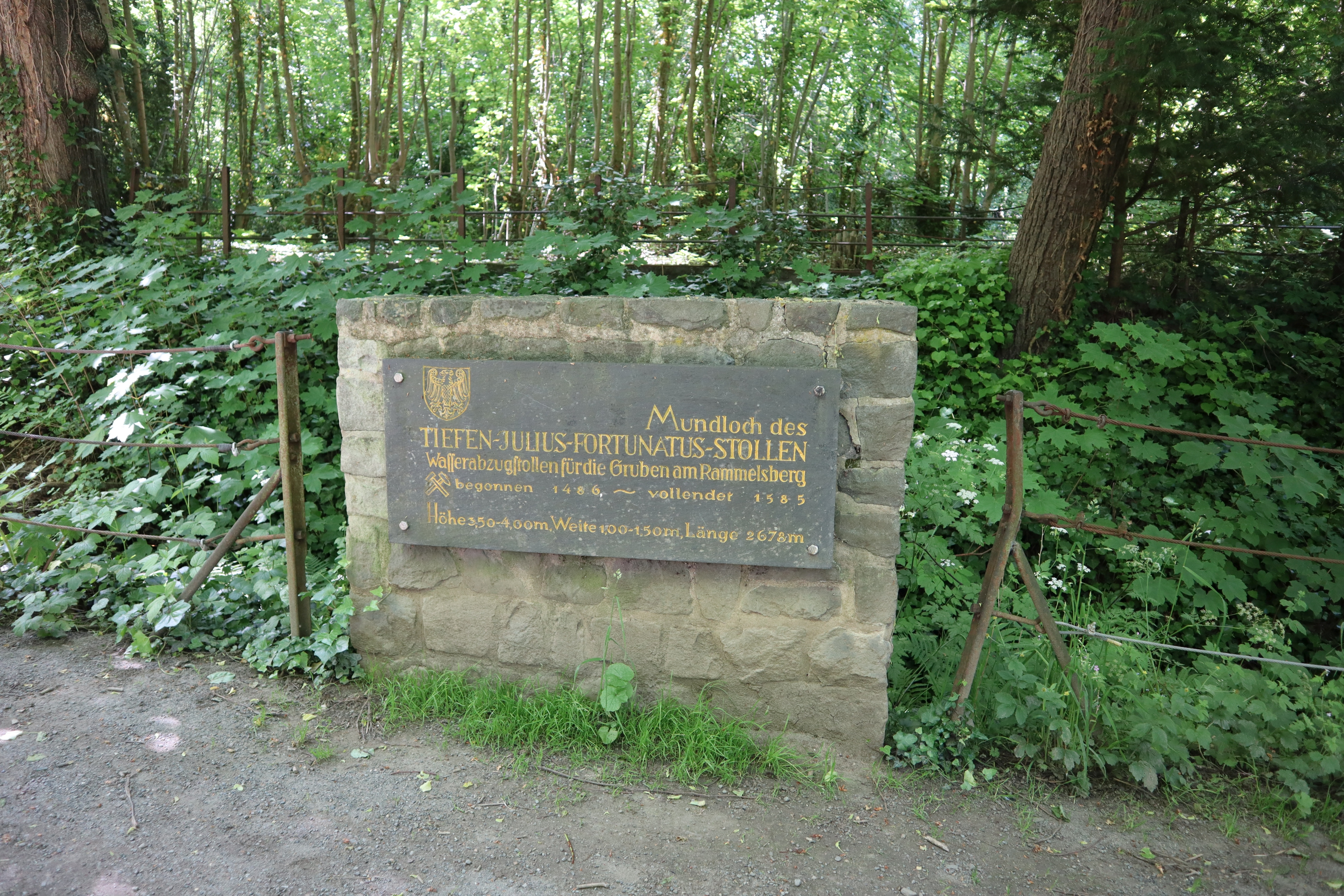
Infotafel am Mundloch

Der Tiefer Julius-Fortunatus-Stollen (TJF) ist ein Wasserlösungsstollen des ehemaligen Erzbergwerks Rammelsberg. Er gehört zum Weltkulturerbe der UNESCO unter der Bezeichnung Bergwerk Rammelsberg, Altstadt von Goslar und Oberharzer Wasserwirtschaft. Die Auffahrung der 2580 Meter langen Strecke  in den Jahren 1486–1585 mit mehreren Unterbrechungen dauerte fast 99 Jahre.

## Geschichte
Aufgefahren wurde der Stollen unter dem Namen „Meissner Stollen“. Dies rührt daher, dass anfänglich Bergleute aus der Markgrafschaft Meißen mit der Auffahrung beschäftigt wurden.
Der heutige Name Tiefer-Julius-Fortunatus-Stollen geht auf den damaligen Lehnsherrn des Rammelsbergs, Herzog Julius von Wolfenbüttel zurück, während dessen Regierungszeit der Stollen letztendlich vollendet wurde.
Der Stollen wurde am 11. Mai 1486 von der Thurzo-Gesellschaft kurzzeitig angefahren, jedoch wurde der Betrieb bereits nach kurzer Zeit wieder eingestellt. Herzog Heinrich der Jüngere ließ den Bau weiter vorantreiben, musste ihn im Juni 1527 aber erneut einstellen, da seine Arbeiter durch die Goslarer verjagt wurden. Der Goslarer Rat selbst strebte nun einen Weiterbau an und startete 1536 mit einem Steiger und 12 Mann. Es ist nicht belegt, ob diese Arbeit bis 1539 oder 1542 währte.
Die Wiederaufnahme 1545 wurde durch eine Untersuchung des Rates über die Verhältnisse am Rammelsberg eingeleitet. Bis dahin war der Stollen knapp 640 m vom Mundloch aus aufgefahren worden. Nach 1552 teilte sich Herzog Heinrich mit dem Rat die Kosten und trieb den Stollen weitere 120 Lachter voran. Zu dieser Zeit werden auch die Lichtlöcher „Nasser Herbst“ und „Die Finkenflucht“ genannt. Diese wurden mit einem Abstand von 540 m abgeteuft. Es gab wohl auch noch eine Verbindung zum „Bergdorfstollen“, die aufgrund der Wetterverhältnisse angelegt werden musste.
Angesetzt wurde der Stollen im Muschelkalk und geht später in Buntsandstein über. Nun aber drang man in den Goslarer Schiefer ein, was den Vortrieb erschwerte. Für 1 Lachter Vortrieb bei einer 8-stündigen Schicht wurden 2–3 Wochen benötigt. Der große Vorteil war allerdings, dass ab hier kein Ausbau mehr nötig war. Der Herzog musste sich erst von Christoph Sander 1565 überreden lassen, den Stollen weiter zu besetzen.
Der Bau wurde jedoch erst nach dem Tod des Herzogs 1568 fortgeführt. Sein Sohn Herzog Julius übernahm nun seinen Platz und somit auch die Fortführung und Vollendung des Stollens. Aus dem Protokoll der Bergamtssitzung vom 10. Dezember 1572 ergibt sich, dass es bereits einen Durchschlag zum Lichtloch „Finkenflucht“ gab. Es wurde nun entschieden, im Gegenortbetrieb zu arbeiten. Dies geschah von der Grube „Die Toettelebesche“ im östlichen Teil des alten Lagers aus. Hier teufte man einen bereits knapp 130 m tiefen Treibschacht noch einmal rund 60 m ab, um sich auf der gedachten Stollensohle des TJF zu befinden. Von hier aus waren es 890 m zum Lichtloch „Finkenflucht“.
1577 gab es wieder einige geologische Probleme, bei denen teilweise in einer Woche nur ½ Lachter Vortrieb geleistet wurde. Im Durchschnitt hatte man also Tagesleistungen zwischen 10 und 20 Zentimetern. Sander erteilte 1579 und 1581 zwei Markscheidern die Aufgabe, den Fortschritt des Stollens zu Papier zu bringen, um dies dem Herzog vorzulegen. Anhand dieser Dokumenten können wir heute sagen, dass 1580 von der Finkenflucht aus etwa 425 m aufgefahren wurden. 1582 grassierte die Pest in Goslar, wodurch sich der Bau verlangsamte. Am 13. September 1585 konnten sich die Bergleute der beiden Örter gegenseitig rufen hören. Einem Durchschlag stand also nichts mehr im Wege. Am 25. September um 15:00 Uhr fand der Durchschlag statt. Die Örter passten von Höhe und Ausrichtung gut zueinander.
Unter der Leitung von Herzog Julius wurden 800 Meter aufgefahren. Man hatte also eine Jahresleistung von 48 Metern und eine Tagesleistung von 16 Zentimetern. Da hier mit Schlägel und Eisen gearbeitet wurde und eine Firsthöhe von 3–4 Metern aufgefahren hatte, kann man von einer guten Leistung sprechen.
Auf eine Verlängerung des Stollens im Berg selbst hat man verzichtet, da viele Gruben bereits eine Verbindung mit der 3 Lachter über dem TJF-Stollen verlaufenden Trostesfahrt hatten. Es wurden jedoch einige Querschläge angelegt.
Insgesamt hat der Stollen eine Länge von 2578 Metern.
- 1021 Meter wurden durch die Thurzogesellschaft und den Goslarer Rat aufgefahren.
- 230 Meter durch Herzog Heinrich den Jüngeren
- 1326 Meter durch Herzog Julius

## Verlauf
Begonnen wurde der Vortrieb im Bereich der Wallanlagen in der Nähe des Breiten Tors. Um die markscheiderischen Arbeiten zu erleichtern, wurden 12 Lichtlöcher angelegt, von denen zwei namentlich bekannt sind. Von diesen Lichtlöchern aus wurde der Stollen auch im Gegenortprinzip aufgefahren. Insgesamt läuft der Stollen ziemlich gerade und mit einem relativ geringen Gefälle. Vom Werksgelände läuft der Stollen in nördlicher Richtung bis zum sogenannten „Blauen Haufen“. Er unterquert die Bergwiesen und läuft dann knapp 30 Meter unter dem Gebäude des Energie-Forschungszentrums Niedersachsen (EFZN). Er läuft weiter nördlich und trifft neben der ehemaligen Kaserne auf die Straßen:
- Wallstraße
- Am Stollen
- Ludwig-Jahn-Straße

Ein Supermarkt und der dazugehörige Parkplatz werden ebenfalls in einer Tiefe von knapp 12 Metern nordwestlich unterquert. Das heute verschlossene Mundloch des Stollens befindet sich gegenüber einer Tankstelle in den Wallanlagen Goslars.

## Heutige Nutzung
Nach Einstellung der Erzförderung im Jahr 1988 wurde die Grube für das Absaufenlassen vorbereitet. Nachdem Mitte der 1990er-Jahre die Pumpen auf der 9. Sohle abgeschaltet wurden, wurde die Grube bis auf das Niveau des Tiefen-Julius-Fortunatus-Stollen (TJF) geflutet, über den das Wasser dann übertage floss. 1997 wurde der Stollen unmittelbar östlich des Neuen Lagers untertägig verschlossen. Die anfallenden Grubenwässer werden durch den „Barbarastollen“ zu den Absetzteichen am Bollrich geführt.
Der Stollen ist noch befahrbar und sammelt heute auf seiner Strecke Sicker- und Regenwasser. Dieses Wasser wird seit 2004 durch das Goslarer Schwimmbad „Aquantic“ zur Eigenwassergewinnung genutzt. Kurz hinter dem Mundloch wird auf knapp 600 m das anfallende Wasser aufgestaut und abgepumpt. Danach durchläuft es eine Wasseraufbereitungsanlage und steht dem Schwimmbad zur Verfügung.